# 林右昌市府
林右昌市府，是指第十七屆（2014年12月25日－2018年12月25日）、第十八屆（2018年12月25日－2022年12月25日）基隆市市長林右昌所組成的基隆市政府內閣行政團隊。2014年，林右昌爭取參選2014年基隆市市長選舉，亦獲得民進黨提名，開出「捷運」與「纜車」等交通建設政見，參選2014年基隆市市長選舉當選，為第二度民進黨籍擔任市長。

## 市府團隊
- 市長：林右昌
- 副市長：林永發
- 民政處處長：王榆森
- 交通處處長：蘇先知
- 財政處處長：張素珍
- 產業發展處處長：黃健峰
- 綜合發展處處長：林昆鋒
- 工務處處長：張元良
- 教育處處長：林祝里-杜國正
- 社會處處長：吳挺鋒
- 觀光及城市行銷處處長：曾姿雯
- 都市發展處處長：徐燕興
- 地政處處長：蘇昱彰
- 主計處處長：巫忠信
- 人事處處長：黃蓓蕾
- 政風處處長：簡正坤
- 警察局局長：林炎田
- 消防局局長：陳龍輝
- 稅務局局長：歐秋霞
- 衛生局局長：吳澤誠
- 環保局局長：賴煥紘
- 文化局局長：陳靜萍

## 任內政策與事件
2016年7月30日，繼林政則接任中華民國童軍總會理事長。
2016年9月，強颱莫蘭蒂、馬勒卡接連襲台，林右昌在國外參訪並稱有副市長坐鎮而引起爭議。
2016年3月，中央政府決議縮減基隆到樹林班次供東部幹線使用，改利用基隆到汐止間的第三條鐵道興建輕軌補償通勤損量，遭疑政策跳票，但林右昌澄清輕軌就是捷運，並稱跳票不是重點。 
2017年7月，林右昌在尼莎颱風來襲時請公假，以童軍理事長名義於7月27日至7月29日前往蒙古參加「亞太區童軍大露營活動」，提前返國，但班機受颱風影響取消，仍滯留韓國，7月30日回台。
2017年8月，基隆市議員韓良圻指控林右昌2年出國14次，市府回應因公出國僅9次。惟加上私人行程5次，確實於兩年任期內出國14次。。
2018年5月，蔡政府擬斥資千億元在基隆旁邊擴建深澳電廠，林右昌表示不支持任何傷害基隆的政策。
2018年7月11日，基隆市長林右昌在臉書PO文「還原」前一晚決定不與新北市同步宣布隔天停班課的決定過程，指他與北市長柯文哲「都猜大概是因為朱立倫市長人在國外，怕被罵，所以乾脆做出全新北市都放假的決定吧！」對此新北市政府反駁林右昌的說法。 
2018年12月4日，林右昌以代理黨主席身分，接受媒體專訪時表示:「民進黨對台灣民主的貢獻非常得大，不過我們不需要經常把這個事情掛在嘴上，台灣已經歷三次政黨輪替，民進黨也兩度成為執政黨，台灣人民已經不欠民進黨，反而是民進黨未來要用我們對台灣的奉獻和貢獻，繼續來爭取台灣人民的認同和支持...」
2018年12月6日，林右昌以代理黨主席身分，接受媒體訪問時主動提及台大校長爭議案，他說：「台積電創辦人張忠謀雖然年紀大，但適合任何職位，或許有機會來擔任台大校長，可化解僵局，相信各方都可以認同跟接受，也不一定。」
2019年5月29日，林右昌坦言3月6日的期程，必須承認是誤判，認為是單純初選，所有執委收到的訊息都是這是一個單純的初選，不會有其他人登記，
「我們做了錯誤的決定，應該向大眾、蔡總統，以及賴院長道歉。」